# 蔣彥士
蔣彥士（1915年2月27日—1998年7月2日），浙江杭州人，美國明尼蘇達大學農學博士。曾任教育部部長、外交部部長、總統府資政。
蔣彥士有一位著名的堂弟蔣彥永醫師。

## 學歷
- 南京金陵大學農學士（1936年）
- 美國明尼蘇達大學農學碩士（1940年）、哲學博士（1942年[1]）
- 美國聖若望大學榮譽法學博士
- 韓國高麗大學榮譽法學博士

## 經歷

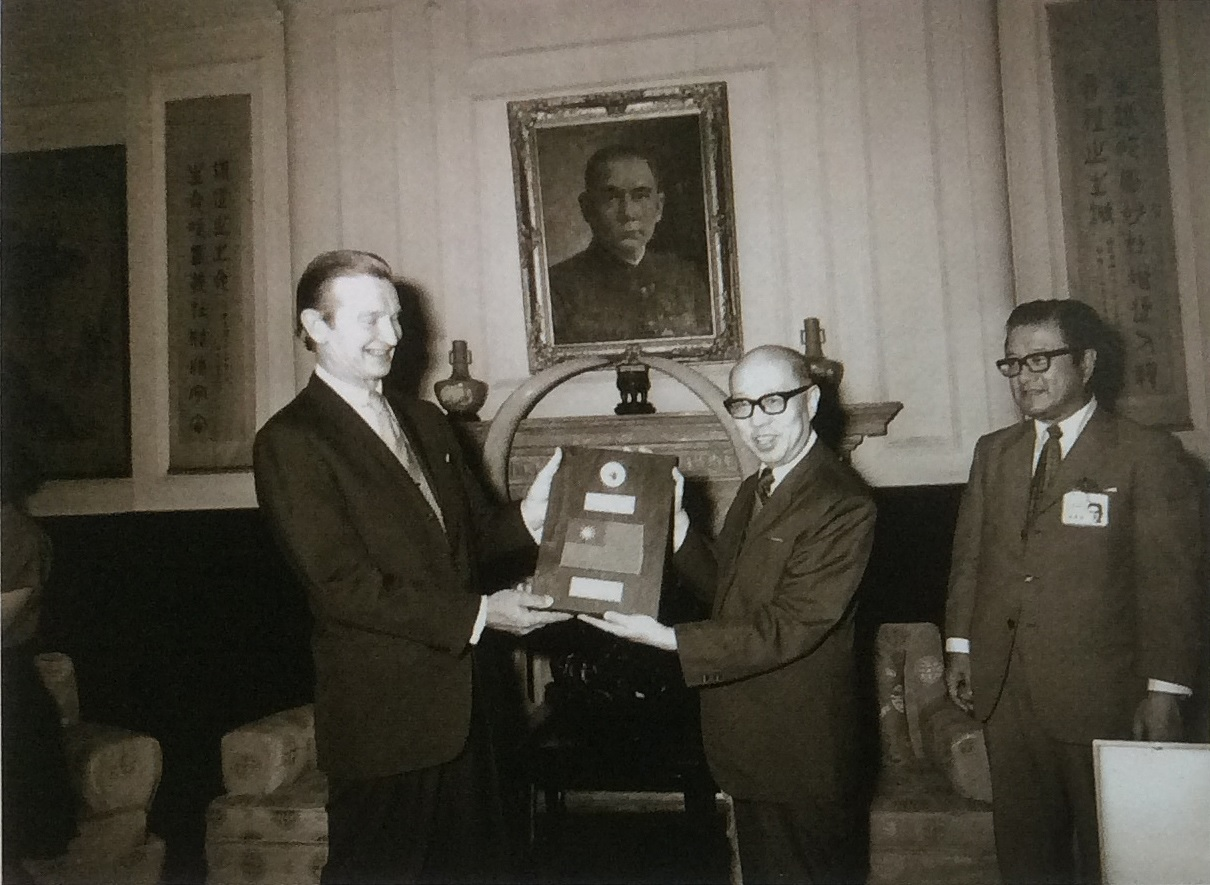
蔣彥士（右一）教育部部長任內，同副總統嚴家淦在總統府接受美國大使馬康衛贈送月球岩石，攝於1973年7月20日

- 1948年至1961年 中國農村復興聯合委員會技正、秘書、副執行長、執行長、秘書長、委員
- 1961年至1963年 中華農學會理事長
- 1963年至1996年 中央研究院評議會評議員
- 1967年至1970年 行政院國科會副主任委員
- 1967年至1972年 行政院秘書長
- 1972年至1977年 教育部部長
  - 因蘇澳港翻船，造成32名大學師生死亡而引咎辭職。
- 1978年5月 總統府秘書長
- 1978年至1979年 外交部部長
- 1979年至1985年 中國國民黨中央委員會秘書長
  - 1979年12月15日，蔣經國函電宋美齡：

「月中接開四中全會於黨政急務亦有所決定同時通過蔣彥士同志為中央委員會秘書長朱撫松同志接替外交部長」
- 因十信案引咎辭職。

- 1985年2月 總統府國策顧問
- 1989年6月 總統府資政
- 1990年至1994年 總統府秘書長
  - 其間曾協調林洋港、蔣緯國退選正副總統，平息國民黨主流非主流之爭，李登輝、李元簇順利就任正副總統。

1998年7月2日中午12點21分，因膽囊癌併淋巴、肝臟、肺臟轉移引發心肺衰竭而病逝。

## 其他
在1980、90年代的台湾，有國民黨党内「八大老」之说。指黃少谷、謝東閔、倪文亞、李國鼎、蔣彥士、袁守謙、辜振甫等「七大老」，後加上陳立夫，共為「八大老」。
總統府方面利用不同方法勸林洋港退選，包括請出國民黨內「八大老」勸退。劝退滕杰所推荐的司法院長林洋港與蔣緯國參加該任正副總統選舉之举动。
中華民國政府通過總統頒佈褒揚令給予褒揚，褒揚令原文為：

　　總統府資政蔣彥士，資賦誠敏，襟期閎遠。南京金陵大學農學院畢業，嗣遊美獲明尼蘇達大學農學碩士、哲學博士學位，秉農為國本之職志，精研農藝，以期蔚為國用。早歲曾任美國明尼蘇達大學講師，農林部駐美代表辦事處執行秘書，中央農業實驗所雜糧特作組主任，新猷丕展，宇內蜚聲。來臺後，出任中國農村復興聯合委員會執行長、秘書長及委員，積極推展農業，改良稻米品種，引進優種蔬果，設置研究機構，奠立農經建設之丕基，藎籌碩畫，建樹彌多。歷任行政院秘書長、教育部部長及外交部部長，參贊政務，嘉惠士林，折衝壇坫，進退攸宜。獲聘國家安全會議科學發展指導委員會副主任委員及總統府國策顧問等職，懋績孔彰，聲施丕著。兩任總統府秘書長，股肱輔弼，勳華鼎盛。應聘總統府資政，盱衡內外，獻郅治之嘉言；調和鼎鼐，作中流之砥柱。邦彥國士，朝野咸欽。遽聞殂謝，震悼曷亟，應予明令褒揚，以示政府篤念勳耆之至意。

總　　　統　李登輝　　　　

行政院院長　蕭萬長　　　　

## 荣誉

### 中华民国勋章奖章
- 一等景星勋章（1992年5月5日于台北总统府颁授[4]）
- 一等卿云勋章（1994年12月19日于台北总统府颁授[5]）